# Ласеллс, Генри, 4-й граф Хэрвуд
Генри Тинн Ласеллс, 4-й граф Хэрвуд (англ. Henry Lascelles, 4th Earl of Harewood; 18 июня 1824 — 24 июня 1892) — британский пэр. Он носил титул учтивости — виконт Ласеллс с 1841 по 1857 год.

## Биография
Родился 18 июня 1824 года в Лондоне. Старший сын Генри Ласеллса, 3-го графа Хэрвуда (1797—1857), и его жены, леди Луизы Тинн (1801—1859), дочери Томаса Тинна, 2-го маркиза Бата.
22 февраля 1857 года после смерти своего отца Генри Ласеллс унаследовал титулы 4-го графа Хэрвуда, 4-го виконта Ласеллса и 4-го барона Хэрвуда.
Он проявил большой интерес к работе общего лазарета Лидса и работного дома больницы Сент-Джеймс.
В 1859—1870 годах — командир Йоркширского гусарского полка и йоменского кавалерийского полка.

## Семья
Лорд Хэрвуд был дважды женат. 17 июля 1845 года он женился первым браком на леди Элизабет Джоанне де Бург (22 февраля 1826 — 26 февраля 1854), дочери Улика де Бурга, 1-го маркиза Кланрикарда. Она была внучкой бывшего премьер-министра Джорджа Каннинга. У супругов было шестеро детей:
- Генри Улик Ласеллс, 5-й граф Хэрвуд (21 августа 1846 — 6 октября 1929), старший сын и преемник отца.
- Коммандер Фредерик Каннинг Ласеллс (6 мая 1848 — 31 декабря 1928), женился на Фредерике Марии Лидделл, внучке Томаса Лидделла, 1-го барона Рэйвенсворта
- Джеральд Уильям Ласеллс (26 октября 1849 — 11 февраля 1928), женился на Констанс Филипсон
- Чарльз Джордж Ласеллс (23 января 1851 — 19 февраля 1886), умер неженатым.
- Леди Констанс Мэри Ласеллс (27 мая 1852 — 23 августа 1932), вышла замуж за Бейлби Лоули, 3-го барона Венлока.
- Леди Маргарет Джоан Ласеллс (2 октября 1853 — 19 сентября 1927), вышла замуж за вышла замуж за Гамильтона Каффа, 5-го графа Десарта.

21 апреля 1858 года он женился во второй раз на Диане Смит (ок. 1838 — 4 марта 1904), дочери Джона Джорджа Смита и достопочтенной Дианы Босуэлл Макдональд, внучке Джорджа Фицроя, 4-го герцога Графтона, и правнучке принца Уильяма Генри, герцога Глостерского и Эдинбургского (через его внебрачную дочь). У супругов было восемь детей:
- Леди Сьюзен Элизабет Ласеллс (21 мая 1860 — 22 января 1925), вышла замуж за капитана Фрэнсиса Саттона.
- Капитан Эдвин Гарри Ласеллс (3 августа 1861 — 16 января 1924), умер неженатым.
- Дэниел Гарри Ласеллс (1 августа 1862 — 28 ноября 1904), умер неженатым.
- Джордж Элджернон Ласеллс (2 августа 1865 — 25 мая 1932), женился на Мейбл Мэсси
- Уильям Хорас Ласеллс (15 февраля 1868 — 7 мая 1949), женился на Мэдлин Бартон. Среди их детей — Мэри Ласеллс и Дэниел Ласеллс.
- Фрэнсис Джон Ласеллс (29 декабря 1871 — 9 мая 1925), женился на Герти Стрэдлинг.
- Эрик Джеймс Ласеллс (2 марта 1873 — 24 июня 1901), умер неженатым.
- Леди Мэри Диана Ласеллс (24 мая 1877 — 23 июля 1930), вышла замуж за Роберта Дойна, внука Уильяма Уэнтуорта-Фицуильяма, 6-го графа Фицуильяма.